# Тіклалібаш
Тіклаліба́ш (рос. Тиклалибаш) — гірська вершина у північно-східній частині Великого Кавказу. Знаходиться на півдні Дагестану Росії.